# The Boy Is Mine
«The Boy Is Mine» (en español: «El chico es mío») es una canción de R&B grabada por las cantantes estadounidenses Brandy y Monica. Fue escrita originalmente por LaShawn Daniels, Fred Jerkins III, Rodney «Darkchild» Jerkins y Brandy para los segundos álbumes de ambas cantantes publicados en 1998, Never Say Never de Brandy y The Boy Is Mine de Monica.
Coproducido por Darkchild, Brandy y Dallas Austin «The Boy Is Mine» ha sido uno de los más grandes éxitos de R&B de todos los tiempos, llegando a estar 13 semanas seguidas en el número 1 de la lista Billboard Hot 100 y convirtiendo a Brandy y Monica en ganadoras de un Grammy. La canción trata acerca de dos mujeres que se pelean por el amor de un hombre, fue inspirada por la canción de Michael Jackson y Paul McCartney titulada "The Girl Is Mine" en 1982.
El 2 de septiembre de 2013 la revista Billboard publicó su lista Hot 100 55th Anniversary: The All-Time Top 100 Songs donde se colocó en la posición #63.

## Información de la canción
En el tiempo en que esta canción sonó en la radio, se rumoraba que había ciertos disgustos entre Brandy y Monica. Ambas desmintieron estos rumores, Brandy en una entrevista dijo: «Me parece muy gracioso que la gente crea que lo que sucede en la canción pasa también en la vida real».

## Video musical
El video musical de «The Boy Is Mine» fue dirigido por Joseph Kahn.
Haciendo su debut el 22 de abril de 1998, el video musical oficial utiliza la versión de edición de radio sin la introducción. El video comienza con las chicas en sus respectivos apartamentos, viendo la televisión en sus largos sofás. Mientras Brandy mira un episodio de The Jerry Springer Show, Monica accidentalmente convierte la televisión de Brandy, con su control remoto, en una vieja película romántica que Monica ve en su propia televisión. Cada vez que una de ellas cambia el canal, el televisor de la otra permanece en ese canal, de un lado a otro. Luego comienzan a cantar la canción. La siguiente escena muestra a las dos discutiendo su problema entre sus grupos separados de amigas. El interés amoroso de ambas (interpretado por Mekhi Phifer) luego aparece afuera de los apartamentos de las dos chicas, uno al lado del otro; todos las amigas caminan junto a él cuando salen de la casa de sus amigas respectivas. Las chicas están en pijama en la siguiente escena, y luego cada una llama al chico para que decida con quién quiere estar. Después de que Brandy y Monica discuten la letra de la canción, el hombre llega al departamento de la izquierda, frustrado sobre a quién elegir. La puerta se abre, mostrando a Brandy, luego se abre un poco más para revelar a Monica también. El chico se sorprende y la puerta se cierra de golpe en su cara.
El video, filmado en abril de 1998, utilizó inclinaciones de 90 grados para representar el drama y la diversión entre las dos cantantes. Fue nominado a dos premios MTV Video Music Awards de 1998, al «Mejor video de R&B» y «Video del año», pero perdió ante «Gone Till November» de Wyclef Jean y «Ray of Light» de Madonna respectivamente.